# タラモーナ
タラモーナ（伊: Talamona）は、イタリア共和国ロンバルディア州ソンドリオ県にある、人口約4,600人の基礎自治体（コムーネ）。

## 地理

### 位置・広がり
ソンドリオ県中部のコムーネ。モルベーニョから東へ3km、県都ソンドリオから西へ20km、州都ミラノから北北東へ82kmの距離にある。

#### 隣接コムーネ
隣接するコムーネは以下の通り。
- アルバレード・ペル・サン・マルコ
- アルデンノ
- ダーツィオ
- フォルコラ
- モルベーニョ
- タルタノ

### 地勢・地形
- 河川：アッダ川

### 地震分類
イタリアの地震リスク階級 (it) では、3 に分類される
。

## 行政

### 山岳部共同体
広域行政組織である山岳部共同体「ヴァルテッリーナ・ディ・モルベーニョ山岳部共同体」 (it:Comunità montana della Valtellina di Morbegno) （事務所所在地: モルベーニョ）を構成するコムーネの一つである。